# Obispo de Bradford
El obispo de Bradford es el ordinario de la Iglesia de Inglaterra en la diócesis de Bradford, en la provincia de York. La diócesis cubre el extremo oeste de Yorkshire y tiene su sede episcopal en la ciudad de Bradford con base en la Iglesia Catedral de Saint Peter. La residencia del obispo es en Bishopscroft, Bradford. La oficina ha existido desde la fundación de la sede por parte de la diócesis de Ripon en 1920, durante el reinado de Jorge V del Reino Unido. El obispo diocesano es Nick Baines, quien ocupa el cargo desde el 21 de mayo de 2011.

## Obispos diocesanos
| Obispos de Bradford | Obispos de Bradford | Obispos de Bradford | Obispos de Bradford |
| Desde               | Hasta               | Titular del cargo   | Notas |
| ------------------- | ------------------- | ------------------- | --- |
| 1920                | 1931                | Arthur Perowne      | Nominado el 8 de enero y consagrado el 2 de febrero de 1920. Trasladado a Worcester el 11 de marzo de 1931.                                                                          |
| 1931                | 1955                | Alfred Blunt        | Nominado el 15 de julio y consagrado el 25 de julio de 1931, renunció el 31 de octubre de 1955 y murió el 2 de junio de 1957.                                                        |
| 1956                | 1961                | Donald Coggan       | Nominado el 6 de diciembre de 1955 y consagrado el 25 de enero de 1956. Trasladado a York el 6 de julio de 1961, después nombrado arzobispo de Canterbury el 5 de diciembre de 1974. |
| 1961                | 1971                | Clement Parker      | Trasladado de Aston. Nominado el 19 de septiembre y confirmado el 29 de septiembre de 1961. Renunció el 30 de noviembre de 1971 y murió el 5 de marzo de 1980.                       |
| 1972                | 1980                | Ross Hook           | Trasladado de Grantham. Nominado el 28 de abril y confirmado el 25 de mayo de 1972. Renunció el 30 de septiembre de 1980 y murió el 26 de junio de 1996.                             |
| 1981                | 1983                | Geoffrey Paul       | Trasladado de Hull. Nominado el 9 de febrero y confirmado el 20 de marzo de 1981. Falleció en el cargo el 10 de julio de 1983.                                                       |
| 1984                | 1991                | Robert Williamson   | Nominado el 9 de febrero y consagrado el 20 de marzo de 1984. Trasladado a Southwark en 1991.                                                                                        |
| 1992                | 2002                | David Smith         | Previamente obispo de Maidstone y de las Fuerzas. Nominado y confirmado en 1992. Renunció el 31 de julio de 2002.                                                                    |
| 2002                | 2010                | David James         | Trasladado de Pontefract. Nominado el 9 de julio de 2002 y confirmado en la Catedral de York en noviembre de 2002. Se retiró el 14 de julio de 2010.                                 |
| 2011                | presente            | Nick Baines         | Trasladado de Croydon. Instalado el 21 de mayo de 2011. |
| Fuentes:            |                     |                     | |